# La Croix-de-la-Rochette
La Croix-de-la-Rochette – miejscowość i gmina we Francji, w regionie Owernia-Rodan-Alpy, w departamencie Sabaudia.
Według danych na rok 1990 gminę zamieszkiwało 186 osób, a gęstość zaludnienia wynosiła 61 osób/km² (wśród 2880 gmin regionu Rodan-Alpy La Croix-de-la-Rochette plasuje się na 1441. miejscu pod względem liczby ludności, natomiast pod względem powierzchni na miejscu 1645.).